# 喬知之
乔知之（？—697年），唐朝政治人物，同州冯翊县人。
乔知之父亲乔师望，娶唐高祖之女庐陵公主，拜驸马都尉，官至同州刺史。乔知之与弟弟乔侃、乔备，都因为文词知名。乔知之特别有才，所作诗篇，当时人多引用称诵。武则天垂拱元年(685)，曾以右补阙身份随左豹韬卫将军劉敬同出居延海去漠北征同罗、仆固等諸部。後遷左司郎中。
乔知之有侍婢名叫窈娘，美丽善歌舞，被文昌左相武承嗣奪取。乔知之怨恨可惜，于是作《绿珠篇》寄情，密送给窈娘，窈娘感愤自杀。武承嗣大怒，让酷吏罗织罪名。一說，天授元年（690年）八月壬戌，武则天殺右司郎中喬知之。一說，萬歲通天元年（696年），乔知之隨建安王武攸宜擊契丹。至神功元年（697年）武承嗣大怒，諷酷吏羅告，族之。當以後者為準。
他著有《乔知之集》二十卷。
弟弟乔侃，开元初年为兖州都督。
弟弟乔备，参预编修《三教珠英》，长安年间在襄阳令任上去世。

## 延伸阅读
[在维基数据编辑]
 《舊唐書/卷190中》，出自刘昫《舊唐書》